# Freissinières
Freissinières (okzitanisch Fraissiniera) ist eine französische Gemeinde im Département Hautes-Alpes in der Region Provence-Alpes-Côte d’Azur. Sie gehört zum Arrondissement Briançon und zum Kanton L’Argentière-la-Bessée.

## Geographie
Freissinières liegt in den französischen Seealpen. Das Gemeindegebiet wird vom Flüsschen Biaysse durchquert, einem Zufluss der Durance. Die angrenzenden Gemeinden sind L’Argentière-la-Bessée im Norden, La Roche-de-Rame im Osten, Champcella im Südosten, Châteauroux-les-Alpes im Süden, Orcières im Südwesten und Champoléon im Westen.
Der Dorfkern liegt auf 1190 m.

## Bevölkerungsentwicklung
| Jahr      | 1962 | 1968 | 1975 | 1982 | 1990 | 1999 | 2006 | 2014 |
| --------- | ---- | ---- | ---- | ---- | ---- | ---- | ---- | ---- |
| Einwohner | 284  | 216  | 199  | 172  | 167  | 169  | 183  | 209  |

## Sehenswürdigkeiten
- Kirche Sainte-Marie-Madeleine, Monument historique